# Во Нгуен Хоанг
Во Нгуен Хоанг (вьет. Võ Nguyên Hoàng; родился 7 февраля 2002) — вьетнамский футболист, нападающий клуба «Сайгон».

## Футбольная карьера
Воспитанник клуба «Пхо Хиен». В 2020 году отправился в аренду в клуб «Сайгон». 14 октября 2020 года забил свой первый гол за «Сайгон» в матче высшей лиги чемпионата Вьетнама против «Биньзыонга».

## Карьера в сборной
Выступал за юношеские сборные Вьетнама разных возрастных категорий.
В мае 2021 года был вызван в сборную Вьетнама до 22 лет в рамках подготовки к участию в Играх Юго-Восточной Азии, однако не смог присутствовать на сборе команды из-за полученной травмы.